# Koweitoniscus tamei
Koweitoniscus tamei is een pissebed uit de familie Eubelidae. De wetenschappelijke naam van de soort is voor het eerst geldig gepubliceerd in 1923 door Omer-Cooper.